# Welterbe in der Ukraine
Zum Welterbe in der Ukraine gehören (Stand 2023) acht UNESCO-Welterbestätten, darunter sieben Stätten des Weltkulturerbes und eine Stätte des Weltnaturerbes. Die Ukraine hat die Welterbekonvention 1988 ratifiziert, die erste Welterbestätte wurde 1990 in die Welterbeliste aufgenommen. Die bislang letzte Welterbestätte wurde 2023 im Eilverfahren eingetragen.

## Welterbestätten
Die folgende Tabelle listet die UNESCO-Welterbestätten in der Ukraine in chronologischer Reihenfolge nach dem Jahr ihrer Aufnahme in die Welterbeliste (K – Kulturerbe, N – Naturerbe, K/N – gemischt, (G) – auf der Liste des gefährdeten Welterbes).
| Bild                                                                          | Bezeichnung                                                                    | Jahr | Typ   | Ref. | Beschreibung |
| ----------------------------------------------------------------------------- | ------------------------------------------------------------------------------ | ---- | ----- | ---- | --- |
| Kiew: Sophienkathedrale und zugehörige Klosterbauten, Kyyevo-Pechers’ka lavra | Kiew: Sophienkathedrale und zugehörige Klosterbauten, Kyyevo-Pechers’ka lavra  | 1990 | K (G) | 527  | Das Welterbe umfasst die Stätten Erlöserkirche von Berestowo (Lage), die Sophienkathedrale (Lage) und das Höhlenkloster Lawra Petschersk (Lage) in Kiew. Wurde 2023 auf die Liste des gefährdeten Welterbes gesetzt. |
| (weitere Bilder)                                                              | Lwiw – Ensemble im historischen Zentrum (Lage)                                 | 1998 | K (G) | 865  | Wurde 2023 auf die Liste des gefährdeten Welterbes gesetzt. |
| (weitere Bilder)                                                              | Struve-Bogen                                                                   | 2005 | K     | 1187 | Umfasst 34 besonders markierte geodätische Messpunkte entlang des Struve-Bogens in Estland, Finnland, Lettland, Litauen, Moldawien, Norwegen, Russland, Schweden, der Ukraine und Weißrussland. In der Ukraine: Kateryniwka (Lage), Felschtyn (Lage), Baraniwka (Lage) und Stara Nekrassiwka (Lage). |
| (weitere Bilder)                                                              | Alte Buchenwälder und Buchenurwälder der Karpaten und anderer Regionen Europas | 2007 | N     | 1133 | Transnationales Welterbe mit 17 weiteren Ländern in Europa. Sechs Schutzgebiete sind in der Ukraine: Tschornohora (Lage), Kusij-Trybushany (Lage), Maramuresch-Gebirge (Lage), Uholka-Schyrokyj Luh (Lage), Swydiwez (Lage) und Stuschyzja-Uschok (Lage). 2017 erweitert um 5 Schutzgebiete: Roztochya (Lage), Gorgany (Lage), Satanivska Dacha im Podilski Tovtry (Lage), Synevyr (Lage) und Zacharovanyi Krai (Lage) |
| (weitere Bilder)                                                              | Residenz der orthodoxen Metropoliten der Bukowina und Dalmatiens (Lage)        | 2011 | K     | 1330 | Das von Josef Hlávka entworfene Gebäudeensemble ist heute Sitz der Nationalen Universität von Czernowitz. |
| (weitere Bilder)                                                              | Antike Stadt, Taurische Chersones und ihre Chora (Lage)                        | 2013 | K     | 1411 | Sechs Ausgrabungsstätten in und um die antike Stadt Chersones |
| (weitere Bilder)                                                              | Hölzerne Tserkvas-Kirchen der Karpaten in Polen und der Ukraine                | 2013 | K     | 1424 | Transnationales Welterbe mit Polen. Acht Holzkirchen des 16. bis 19. Jahrhunderts in der Ukraine: Potelytsch (Lage), Matkiw (Lage), Schowkwa (Lage), Drohobytsch (Lage), Rohatyn (Lage), Nyschnij Werbisch (Lage), Jassinja (Lage) und Uschok (Lage). |
| Opernhaus Odessa                                                              | Historisches Zentrum von Odessa (Lage)                                         | 2023 | K (G) | 1703 | Odessa wurde im Eilverfahren im Januar 2023 zum Welterbe erklärt und direkt auf die Liste des gefährdeten Welterbes gesetzt. |

## Tentativliste
In der Tentativliste sind die Stätten eingetragen, die für eine Nominierung zur Aufnahme in die Welterbeliste vorgesehen sind.

### Aktuelle Welterbekandidaten
Mit Stand 2023 sind 16 Stätten in der Tentativliste der Ukraine eingetragen, die letzte Eintragung erfolgte 2019.
Die folgende Tabelle listet die Stätten in chronologischer Reihenfolge nach dem Jahr ihrer Aufnahme in die Tentativliste.
| Bild                                                                   | Bezeichnung                                                                                    | Jahr | Typ | Ref. | Beschreibung |
| ---------------------------------------------------------------------- | ---------------------------------------------------------------------------------------------- | ---- | --- | ---- | --- |
| (weitere Bilder)                                                       | Historisches Zentrum von Tschernihiw, 9.–13. Jahrhundert                                       | 1989 | K   | 668  | |
| Schloss Kamianets-Podilskyi (weitere Bilder)                           | Kulturlandschaft der Schlucht von Kamjanez-Podilskyj (Lage)                                    | 1989 | K   | 670  | umfasst das Schloss und das historische Zentrum der Stadt Kamjanez-Podilskyj, das fast ringsum von einer etwa 60 m tief in den Kalkstein eingeschnittenen Schlucht des Flusses Smotrytsch umgeben ist.                                                                     |
| (weitere Bilder)                                                       | Taras-Schewtschenko-Grabmal und -Gedenkstätte (Lage)                                           | 1989 | K/N | 672  | |
| (weitere Bilder)                                                       | Nationales Steppen-Biosphärenreservat „Askanija-Nowa“                                          | 1989 | N   | 673  | |
| (weitere Bilder)                                                       | Dendrologischer Park „Sofijiwka“ (Lage)                                                        | 2000 | K/N | 674  | |
| (weitere Bilder)                                                       | Bachtschyssaraj-Palast der Khane der Krim (Lage)                                               | 2003 | K   | 1820 | Palast der Khane des Khanats der Krim in der Stadt Bachtschyssaraj |
| Archäologische Stätte „Steingrab“                                      | Archäologische Stätte „Steingrab“                                                              | 2006 | K   | 5075 | Sandsteinfelsen mit Petroglyphen |
| Sternwarte Mykolajiw                                                   | Sternwarte Mykolajiw                                                                           | 2007 | K   | 5116 | |
| (weitere Bilder)                                                       | Bauwerkskomplex der Festung Sudak aus dem 6.–16. Jahrhundert                                   | 2007 | K   | 5117 | |
| Sternwarte Nautschnyj (weitere Bilder)                                 | Astronomische Observatorien der Ukraine                                                        | 2008 | K   | 5267 | umfasst vier Observatorien: Die bereits 2007 einzeln vorgeschlagene Sternwarte Nikolajew (Ref. 5116) in der Stadt Mykolajiw, die Sternwarte Kiew der Universität Kiew, die Sternwarte Odessa der Universität Odessa und die Sternwarte Nautschnyj des Krim-Observatoriums. |
| St.-Andreas-Kirche                                                     | Kiew: Sophienkathedrale, Kirchen St. Kyrill und St. Andreas und Höhlenkloster Lawra Petschersk | 2009 | K   | 5423 | geplante Erweiterung der Welterbestätte Sophienkathedrale und Höhlenkloster Lawra Petschersk in Kiew von 1990 (Ref. 527) um die St.-Andreas-Kirche und die Kirche des heiligen Kyrill in Kiew                                                                              |
| Festung in Theodosia                                                   | Handelsposten und Festungen an Genueser Handelsstraßen vom Mittelmeer zum Schwarzen Meer       | 2010 | K   | 5575 | Die geplante transnationale Nominierung von Genueser Kolonien im ehemaligen genuesischen Hoheitsgebiet zwischen Mittelmeer und Schwarzem Meer umfasst in der Ukraine u. a. die bereits 2007 einzeln vorgeschlagene Festung Sudak (Ref. 5117)                               |
| Eski-Kermen                                                            | Kulturlandschaft der Höhlenstädte der Krimgoten                                                | 2012 | K   | 5773 | Die Siedlungen der Krimgoten werden wegen der direkt in den Fels gehauenen Wohnstätten auch „Höhlenstädte“ genannt. Der Vorschlag umfasst die beiden wichtigsten Siedlungen: Mangup-Kale, das unter dem namen Dori Hauptstadt der Krimgoten war, und Eski-Kermen.          |
| Historische Umgebung der Hauptstadt der Krim-Khane in Bachtschyssaraj  | Historische Umgebung der Hauptstadt der Krim-Khane in Bachtschyssaraj                          | 2012 | K   | 5774 | umfasst mehrere Stätten in der Stadt Bachtschyssaraj, der ehemaligen Hauptstadt des Khanats der Krim, und deren Umgebung, darunter den bereits 2003 einzeln vorgeschlagenen Khanpalast von Bachtschyssaraj (Ref. 1820)                                                     |
| BW                                                                     | Derschprom (Staats-Industrie-Gebäude) (Lage)                                                   | 2017 | K   | 6249 | Derschprom oder Gosprom ist ein 1925 bis 1928 errichteter Gebäudekomplex im Stil des Konstruktivismus am Freiheitsplatz in Charkiw. |
| Tyras – Bilhorod (Akkerman), auf dem Weg vom Schwarzen Meer zur Ostsee | Tyras – Bilhorod (Akkerman), auf dem Weg vom Schwarzen Meer zur Ostsee (Lage)                  | 2019 | K   | 6426 | |

### Ehemalige Welterbekandidaten
Diese Stätten standen früher auf der Tentativliste, wurden jedoch wieder zurückgezogen oder von der UNESCO abgelehnt.
Stätten, die in anderen Einträgen auf der Tentativliste enthalten oder Bestandteile von Welterbestätten sind, werden hier nicht berücksichtigt.
| Bild                                                   | Bezeichnung                                            | Jahr      | Typ | Ref. | Beschreibung                                                 |
| ------------------------------------------------------ | ------------------------------------------------------ | --------- | --- | ---- | ------------------------------------------------------------ |
| Nationalpark Swjati Hory                               | Nationalpark Swjati Hory (Lage)                        | 2001–2001 | N   | 1047 |                                                              |
| Polesische Sümpfe und das Slowetschno-Owrutsch-Gebirge | Polesische Sümpfe und das Slowetschno-Owrutsch-Gebirge | 2001–2001 | N   | 1048 | Sumpfgebiet in Polesien mit dem Slowetschno-Owrutsch-Gebirge |
| Kaniwer Bergland                                       | Kaniwer Bergland (Lage)                                | 2001–2001 | N   | 1049 | Bergland in der Nähe der Stadt Kaniw                         |
| Kara Dag                                               | Kara Dag (Lage)                                        | 2001–2001 | N   | 1050 | Felsmassiv auf der Krim                                      |